# Дубове (Горлівський район)
Ду́бове — селище Шахтарської міської громади Горлівського району Донецької області, Україна. Населення становить 200 осіб. Відстань до Шахтарська становить близько 5 км і проходить переважно автошляхом місцевого значення.

## Населення
За даними перепису 2001 року населення селища становило 200 осіб, із них 8 % зазначили рідною мову українську та 92 %— російську.
Поблизу селища розташований ботанічний заказник місцевого значення Обушок.